# Carnaval en la República Dominicana
El carnaval es  la festividad más importante y trascendente de la cultura popular dominicana y en la República Dominicana. El carnaval es una celebración recreativa de libertad, integración e identidad. Las máscaras, la exageración, el sarcasmo.  .
En la República Dominicana es posible distinguir dos tipos generales de carnaval:

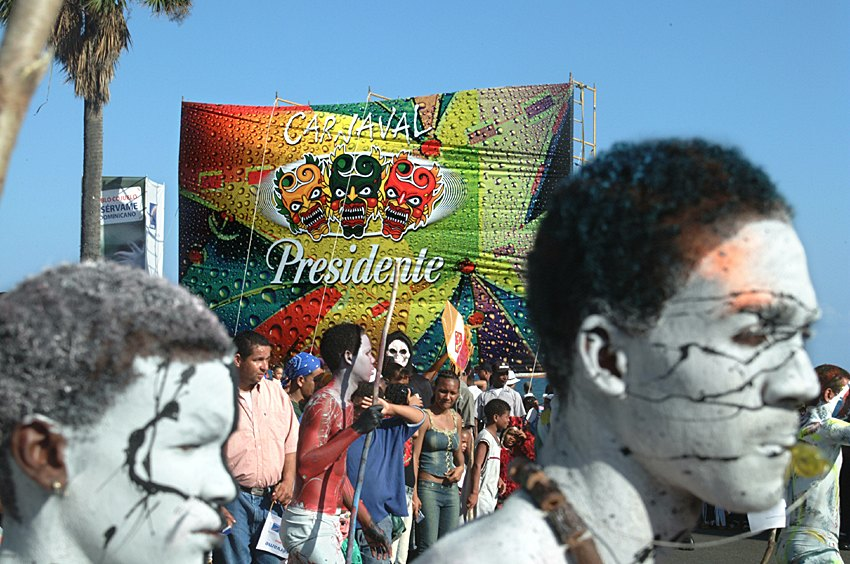
Actos de Carnaval.

1. el de carnestolenda, proveniente de España y que se celebra antes del inicio de Cuaresma aunque con el tiempo se ha ido asociando más a las fiestas patrias del 27 de febrero y 16 de agosto;[1]
2. el cimarrón, que usualmente se celebra en los últimos días de Semana Santa. Se origina de tradiciones africanas.

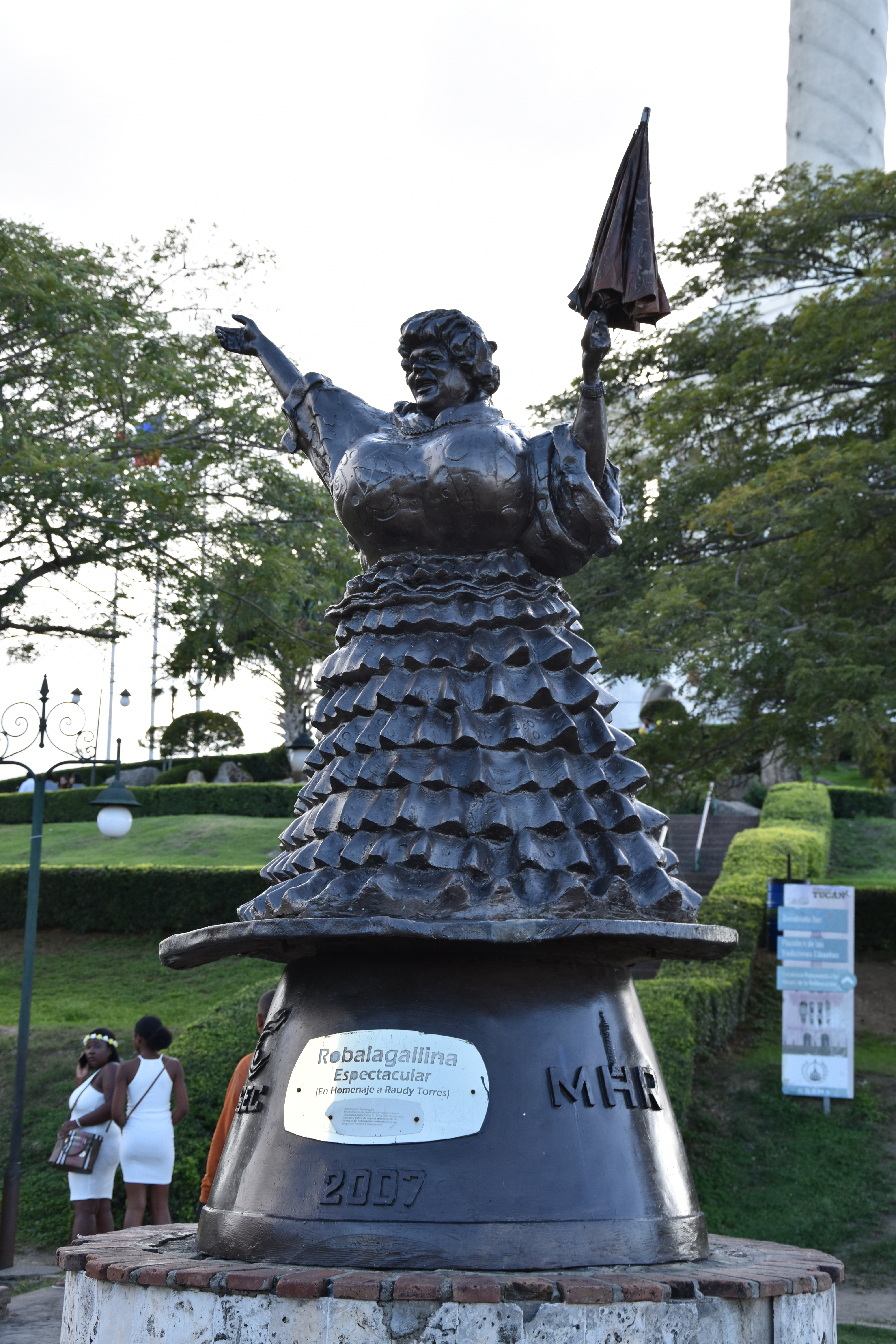
Estatua de la Robalagallina en Santiago de los Caballeros

Mientras que el carnaval de carnestolenda se celebra en todo el país, asociado además con las fiestas patrias, los carnavales cimarrones se celebran donde eran más comunes donde hubo movimientos cimarrones durante la colonización española.
Debido a que el carnaval de carnestolenda es el que ha tenido más difusión y al que se le hace más propaganda, algunos de origen africano han estado moviendo la fecha de celebración para hacerlos coincidir con los de tipo europeo. Igualmente sucede con los Guloyas de San Pedro de Macorís y otras partes del este del país. Los Guloyas son representaciones callejeras de eventos bíblicos que anteriormente solamente se presentaban en época navideña; es una tradición traída por inmigrantes de las Antillas Menores inglesas (los cocolos) por lo que usan instrumentos musicales que no se emplean en otros carnavales del país.

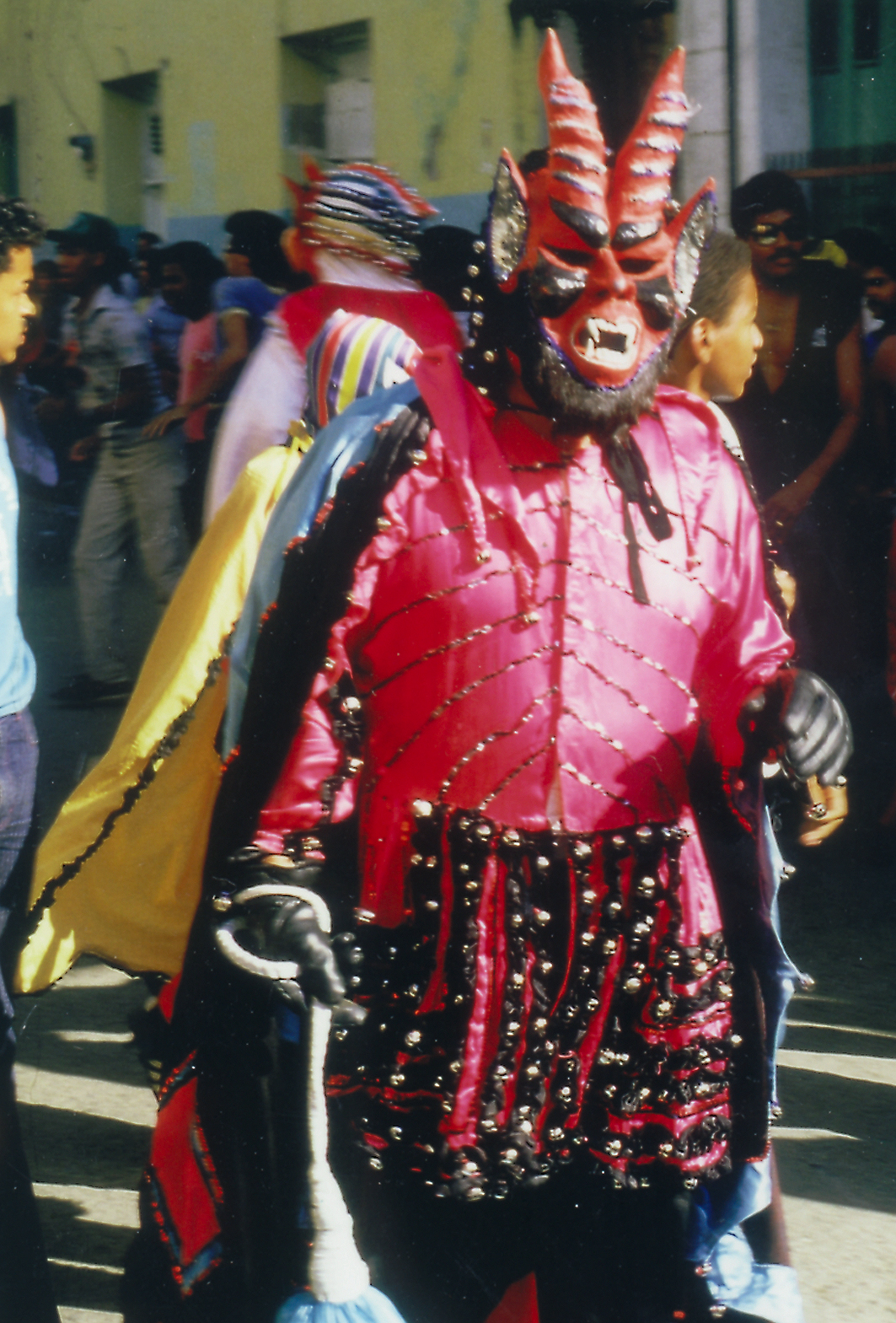
Diablo cojuelo Vegano

También hay influencias haitianas, sobre todo en algunos personajes. Robalagallina, uno de los personajes más populares en carnaval , se desarrolló durante la Ocupación Haitiana y tuvo su origen en la ciudad de La Vega; también aparece en el carnaval de Jacmel, Haití.
Pero el personaje más común, con todas sus variantes, es el Diablo cojuelo (llamado a veces Diablo cajuelo). Conserva ese nombre en La Vega mientras que en Salcedo y Bonao son llamados Macaraos; en Santiago de los Caballeros, Lechones, etc.
3 Durante el Carnaval en República Dominicana aparecen en las mascaradas los "lechones", hombres disfrazados con amplios trajes de seda multicoloreados, con "piedras preciosas" y espejuelos pegados por todas partes. La máscara de Los lechones "joyeros" son aún más decorados, y llevan numerosos cascabeles. Las máscaras espantosas de los "lechones" que representan. 
Los Pepines son los que más tienen la boca parecida a la del pato Donald (con ancho pico aplastado), coronadas con dos grandes cuernos de toro (los cuernos de los las caretas "joyeras" lucen excrecencias coraliformes). Tienen el torso estrechamente ceñido por un cinturón "en forma de longaniza". Se menean, saltan y bailan con las figuras femeninas, las robagallinas. Esas (según las estatuas ubicadas al pie del Monumento a los Héroes, en la eminencia señoreando el centro de Santiago , con lápidas explicativas exponiendo a lo largo su papel en las tradiciones populares dominicanas) son clásicamente de dos tipos distintos: la "sencilla" es una niña bonita y delgada que luce falda larga, cintura de avispa apretada en un corsé, cabellos en mono y sombrilla - mientras que la "exagerada" es obesa, y tiene enorme antepecho y amplio vertugado, ambos atractivos a menudo postizos que atraen los toqueteos y pataditas de los "lechones" ... Pero ahora las "robagallinas" delgadas lucen traje de baño y gran penacho de plumas a la moda de las niñas cariocas, y las que llevan falda (tanto las delgadas como las "exageradas") son a menudo hombres disfrazados. 
A fines del siglo XIX, muchas familias emigraron de Cuba debido a la guerra de liberación en dicho país. La gran mayoría de estas familias se quedaron a vivir en ciudades del norte y del centro de la República Dominicana: Puerto Plata, Santiago, La Vega. Ellos trajeron sus costumbres cubanas, entre ellas las comparsas cubanas, siendo muy famosas comparsas como La Culebra de San Blás en La Vega y El Baile del Caimán y el de la Negrita Conga en Puerto Plata y otros lugares de la Línea Noroeste.